# Archiaustroconops hamus
Archiaustroconops hamus är en tvåvingeart som beskrevs av Art Borkent 2000. Archiaustroconops hamus ingår i släktet Archiaustroconops och familjen svidknott.
Artens utbredningsområde är Libanon. Inga underarter finns listade i Catalogue of Life.